# Germigny (Yonne)
 Germigny  es una comuna y población de Francia, en la región de Borgoña, departamento de Yonne, en el distrito de Auxerre y cantón de Saint-Florentin.
Su población en el censo de 1999 era de 575 habitantes.
Está integrada en la Communauté de communes du Florentinois .

## Demografía
| 464 | 428 | 405 | 427 | 541 | 575 |
| Para los censos de 1962 a 1999 la población legal corresponde a la población sin duplicidades (Fuente: INSEE [Consultar]) |     |     |     |     |     |